# Robbio
Robbio es una localidad y comune italiana de la provincia de Pavía, región de Lombardía, con 6.105 habitantes.

## Evolución demográfica
| Gráfica de evolución demográfica de Robbio entre 1861 y 2011 |
|                                                              |
| Fuente ISTAT - elaboración gráfica de Wikipedia              |